# Église Saint-Pierre de Pleyber-Christ
Pour les articles homonymes, voir Église Saint-Pierre.
L'église Saint-Pierre est une église catholique située à Pleyber-Christ, en France. Elle est située au sein d'un enclos paroissial.

## Localisation
L'église est située dans le département français du Finistère, sur la commune de Pleyber-Christ.

## Historique
L'édifice est classé au titre des monuments historiques en 1914.
Comme dans les paroisses voisines dotées elles aussi d'enclos paroissiaux, sa richesse a été possible grâce à la prospérité liée à la fabrication et au commerce de la toile de lin aux XVIe et XVIIe siècles, époque de sa construction (les travaux s'achèvent en 1708). Elle a remplacé un ou plusieurs édifices antérieurs. Sa tour est de style Beaumanoir. Sous son porche latéral sud repose un groupe polychrome du Christ et des douze apôtres, œuvre du sculpteur Roland Doré. À l'intérieur, le maître-autel datant du XVIIe siècle (ainsi que les autels latéraux de Saint-Jean et de Notre-Dame de la Pitié) est richement orné de guirlandes, de statuettes, d'angelots, .. et est recouvert d'un dais supporté par des statues formant pilier et représentant la Foi et l'Espérance. Les autels du Rosaire et de Saint-Joseph datent de 1700. L'église abrite les statues de saint Pierre, saint Roch, saint Michel, saint Jean-Baptiste, saint Jean (en évêque), un ange gardien, deux Vierges-Mères et un Christ tenant la croix. Les travaux de rénovation en 1999 ont remis en valeur les sablières et les poutres richement décorées. L'église possède une croix de procession en vermeil qui date du XVIe siècle et une croix reliquaire de 1760.
Les vitraux datent de 1880 et sont l'œuvre de Jean-Louis Nicolas, peintre verrier à Morlaix.

## Mobilier

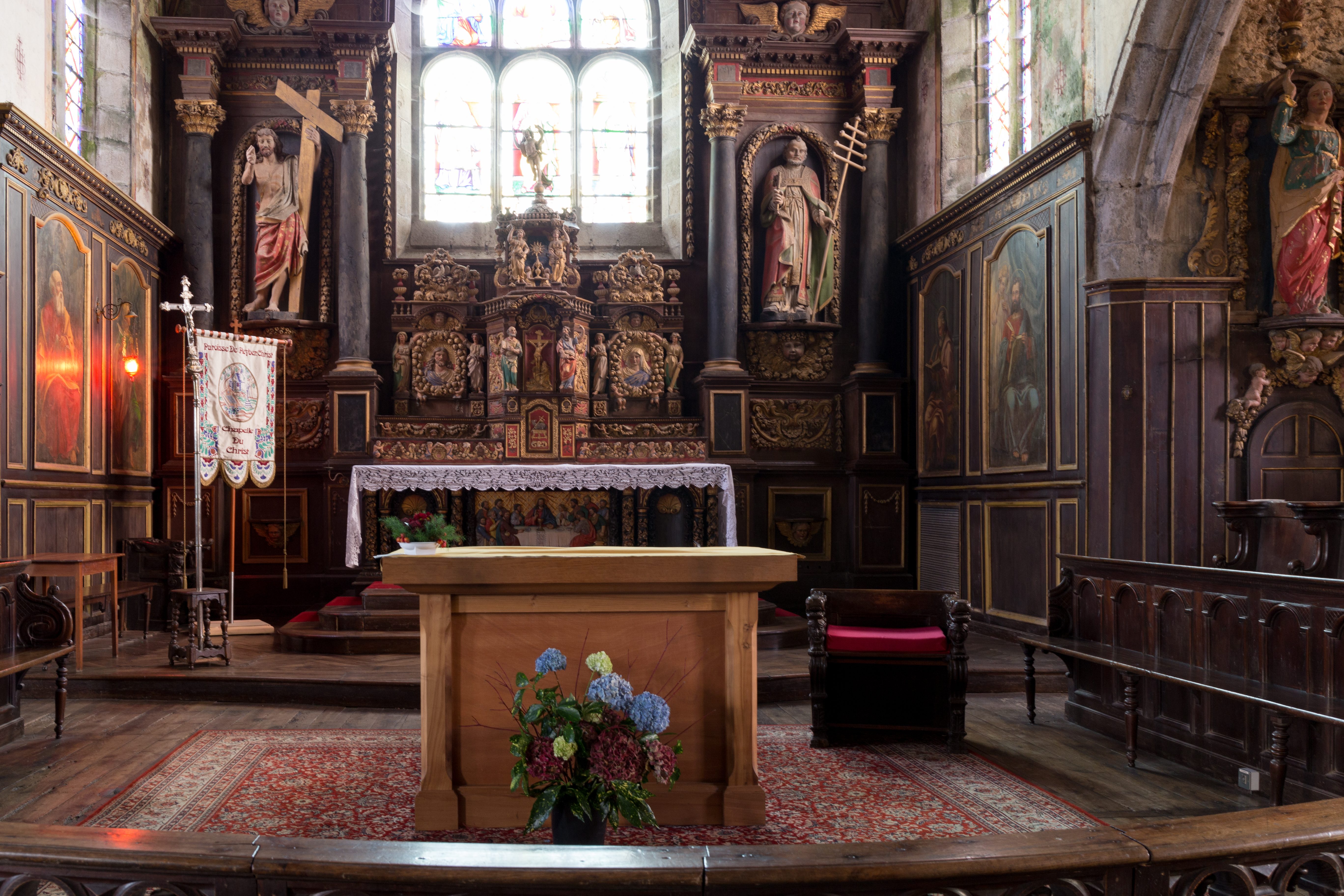
Le chœur avec le maître-autel
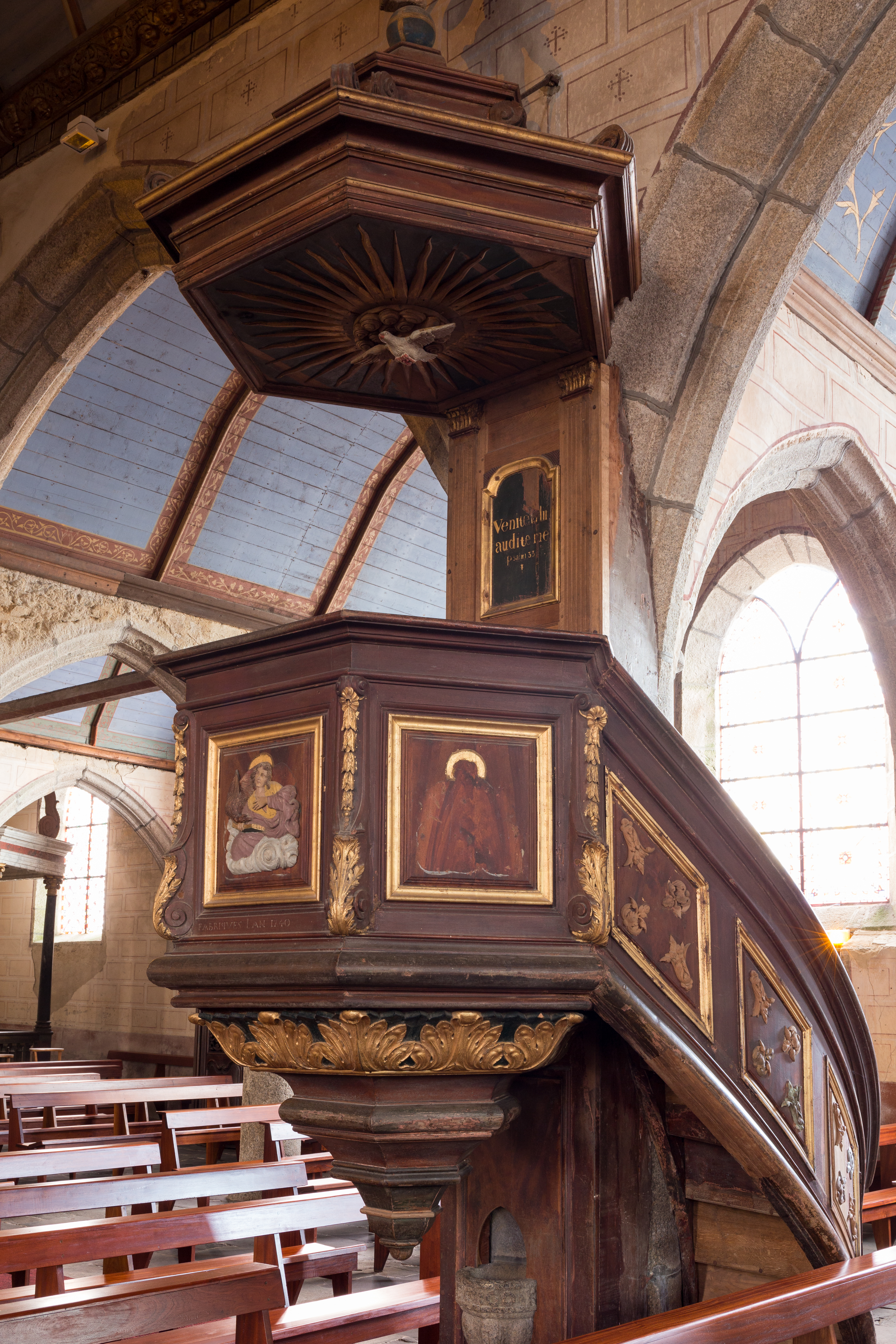
La chaire à prêcher
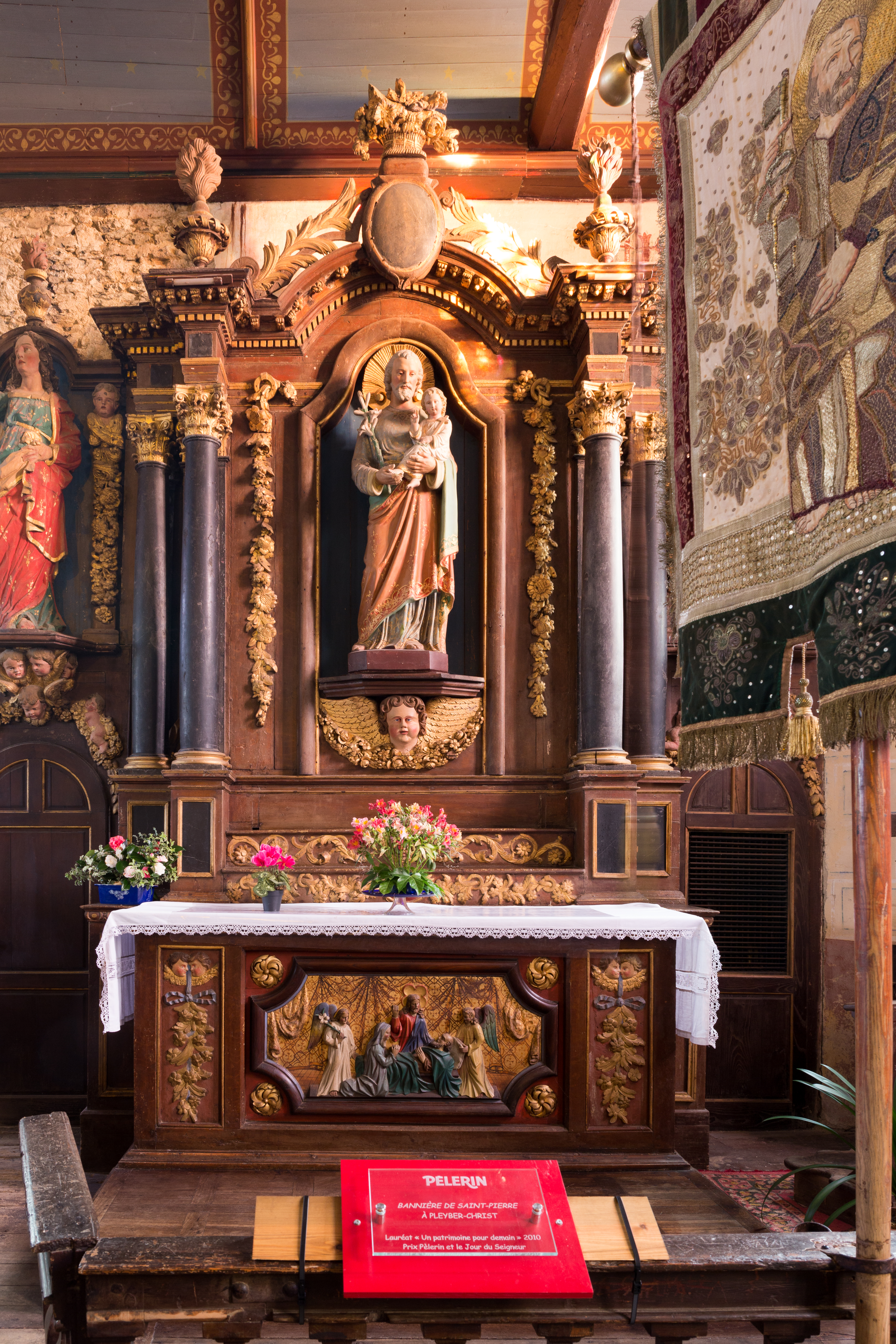
La bannière de saint Pierre devant l'autel de saint Joseph
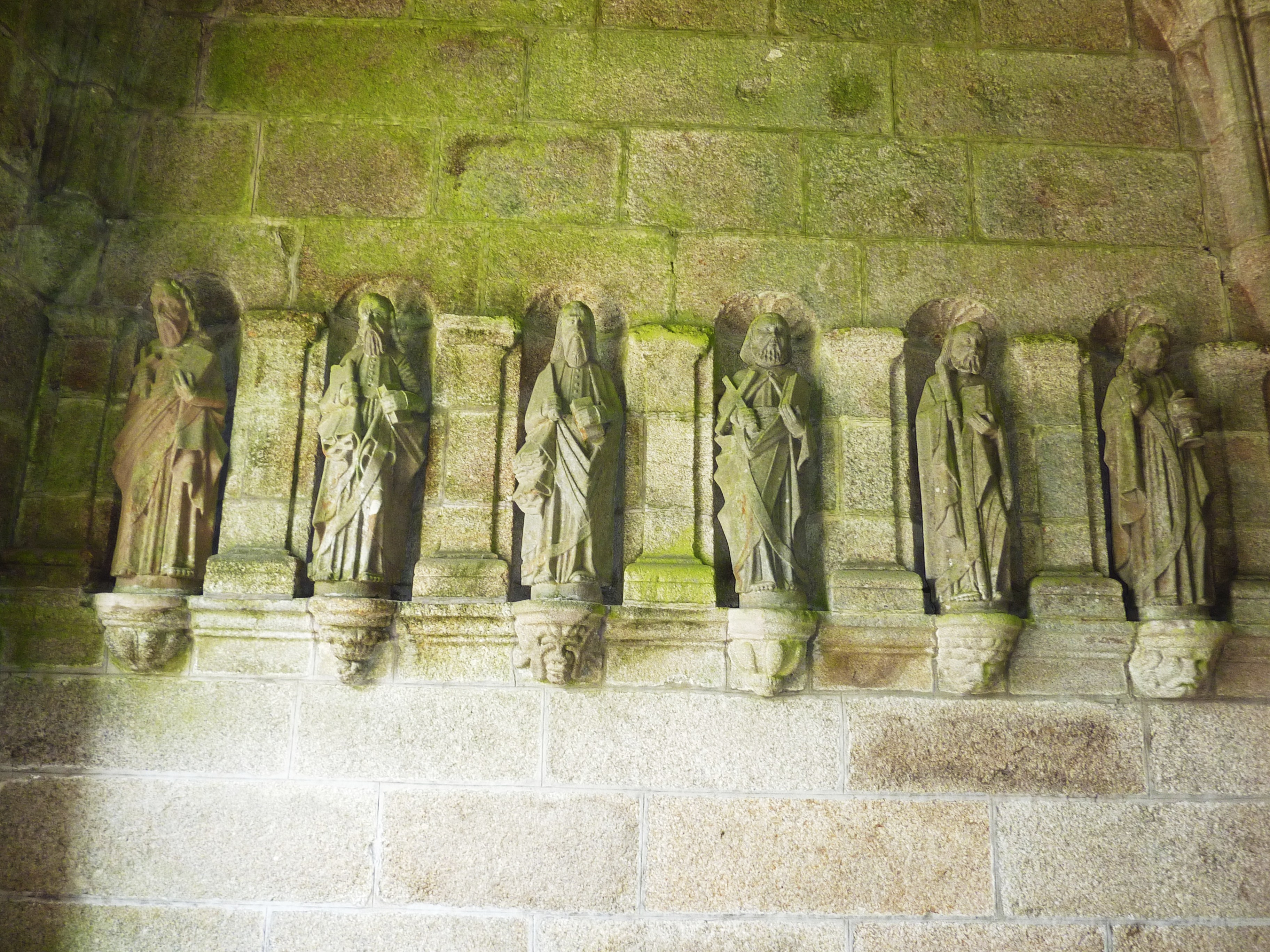
Porche sud : six statues d'apôtres (de Roland Doré)
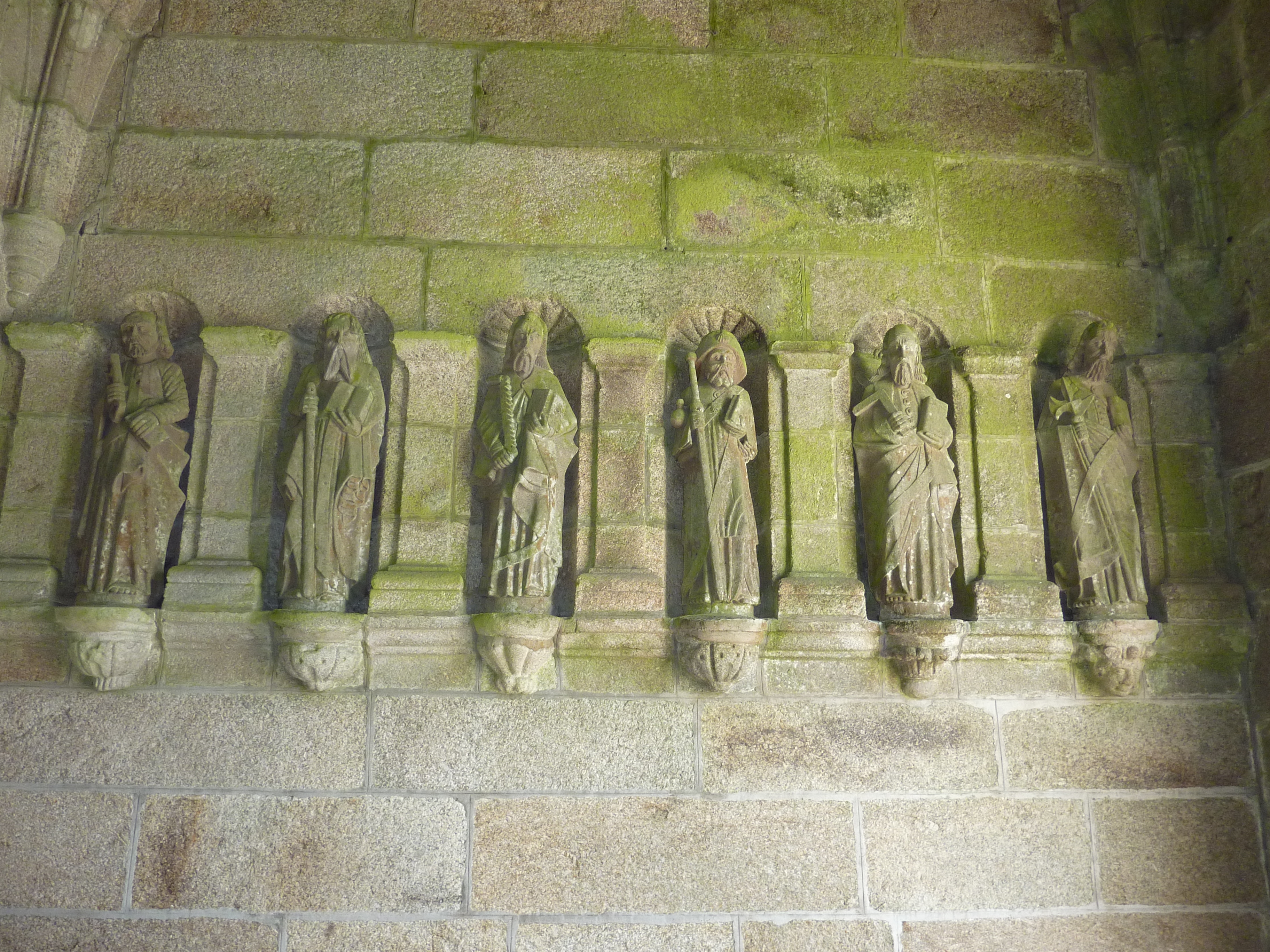
Porche sud : les six autres statues d'apôtres (groupe polychrome)

L'église abrite un riche patrimoine mobilier dont plusieurs éléments sont classés monuments historiques au titre objet :
- une armoire de fabrique du 2e quart du XVIIIe siècle[4] ;
- un encensoir du 4e quart du XVIIIe siècle[5] ;
- un calice de la 1re moitié du XVIe siècle et du milieu du XIXe siècle[6] ;
- un calice du 3e quart du XVIIIe siècle[7] ;
- un calice de la 2e moitié du XVIIe siècle[8] ;
- un calice du 1er quart du XVIIe siècle[9] ;
- une croix-reliquaire de la 2e moitié du XVIIIe siècle[10] ;
- un antependium représentant la Cène du XIXe siècle[11] ;
- quatre statues en bois du XVIIe siècle : Christ tenant la croix, saint Pierre, Vierge à l'Enfant et saint Roch[12] ;
- un maître-autel du XVIIe siècle[13] ;
- une chaire à prêcher du 2e quart du XVIIIe siècle[14] ;
- une bannière de procession du 4e quart du XVIIIe siècle représentant saint Pierre, d'un côté, et le Christ en croix entre la Vierge et saint Jean, de l'autre[15]. Cette bannière a été lauréate du concours « Un patrimoine pour demain » 2010 organisé par le magazine Pèlerin ce qui a permis de financer sa restauration[16].
- une statue du Christ en croix des XVe et XVIe siècles[17] ;
- une lampe de sanctuaire de la 2e moitié du XVIIe siècle[18] ;
- douze statues du 3e quart du XVIIe siècle représentant les Apôtres[19], ces statues sont situées sous le porche sud ;
- une croix de procession du XVIe siècle[20].